# Оберкохен
Оберкохен (њем. Oberkochen) град је у њемачкој савезној држави Баден-Виртемберг. Једно је од 42 општинска средишта округа Осталб. Према процјени из 2010. у граду је живјело 8.040 становника. Посједује регионалну шифру (AGS) 8136050.

## Географски и демографски подаци
Оберкохен се налази у савезној држави Баден-Виртемберг у округу Осталб. Град се налази на надморској висини од 496 метара. Површина општине износи 23,6 km². У самом граду је, према процјени из 2010. године, живјело 8.040 становника. Просјечна густина становништва износи 341 становника/km².